# 더 페이스 (영화)
《더 페이스》(영어: The Man Without a Face)는 미국에서 제작된 1993년 드라마 영화이다. 멜 깁슨의 극장용 영화 감독 데뷔작이며, 깁슨이 주연도 맡았다. 브루스 데이비 등이 제작에 참여하였다.

## 출연진
- 멜 깁슨
- 닉 스톨
- 마거릿 휘턴
- 페이 마스터슨
- 개비 호프먼
- 제프리 루이스
- 리처드 매서
- 마이클 덜루이즈
- 이선 필립스
- 조지 마틴
- 잭 그레니에이

## 기타 제작진
- 공동 제작: 덜리사 코언
- 협력 제작: 밥 슐츠
- 배역: 매리언 도허티
- 미술: 바버라 던피
- 의상: 셰이 컨리프